# Team BridgeLane
Team Bridgelane is een Australische wielerploeg die in de Continentale circuits actief is. De ploeg is actief sinds 2019 en is ontstaan uit de fusie van de Australische Continentale ploegen Bennelong SwissWellness Cycling Team en Mobius Bridgelane. 

## Bekende (oud)renners
- Chris Harper 2019
- Jensen Plowright 2020
- Dylan Sunderland 2019
- James Whelan 2022
- Nicolas White 2019-2022

## Overwinningen
2018
Gravel and Tar: Ethan Berends
2019
3e etappe Ronde van Taiwan: Nicholas White
2e etappe Ronde van Japan: Ayden Toovey
6e etappe Ronde van Japan: Chris Harper
Eindklassement Ronde van Japan: Chris Harper
4e etappe Ronde van Savoie-Mont Blanc: Chris Harper
5e etappe Ronde van Savoie-Mont Blanc: Chris Harper
Eindklassement Ronde van Savoie-Mont Blanc: Chris Harper
2020
3e etappe New Zealand Cycle Classic: Jensen Plowright
4e etappe New Zealand Cycle Classic: Rylee Field
Eindklassement New Zealand Cycle Classic: Rylee Field
3e etappe Ronde van Taiwan: Nicholas White
Eindklassement Ronde van Taiwan: Nicholas White
2022
La Maurienne: Matthew Dinham
2024
Parijs-Troyes: Liam Walsh

### Kampioenschappen
2019
 Australisch kampioen op de weg, beloften: Nicholas White
2023
 Oceanisch kampioen op de weg, elite: Liam Walsh
2024
 Oceanisch kampioen op de weg, beloften: Jackson Medway
 Oceanisch kampioen tijdrijden, beloften: Jackson Medway